# طوفان فلزی: نابودی جارد سین
طوفان فلزی: نابودی جارد سین (به انگلیسی: Metalstorm: The Destruction of Jared-Syn) فیلمی محصول سال ۱۹۸۳ و به کارگردانی چارلز بند است. در این فیلم بازیگرانی همچون جفری بایرون، مایکل پرستون، تیم تامرسون، کلی پرستون و ریچارد مول ایفای نقش کرده‌اند.